# Tullbergia macrochaeta
Tullbergia macrochaeta är en urinsektsart som först beskrevs av Josef Rusek 1976.  I den svenska databasen Dyntaxa används istället namnet Mesaphorura macrochaeta. Enligt Catalogue of Life ingår Tullbergia macrochaeta i släktet Tullbergia och familjen Tullbergiidae, men enligt Dyntaxa är tillhörigheten istället släktet Mesaphorura och familjen blekhoppstjärtar. Arten är reproducerande i Sverige. Inga underarter finns listade i Catalogue of Life.